# Connie Ray
Connie Ray est une actrice américaine née en 1956 à Chapel Hill (Caroline du Nord).

## Filmographie
- 1991 : La Famille Torkelson ("The Torkelsons") (série TV) : Millicent Torkelson
- 1993 : Almost Home (série TV) : Millicent Torkelson
- 1995 : Le Souhait d'être mère (Never Say Never: The Deidre Hall Story) (TV) : Shane
- 1996 : Les Nouvelles aventures de la famille Brady (A Very Brady Sequel) : hôtesse de l'air ennuyée
- 1996 : Basket Spatial (Space Jam) : copine du propriétaire
- 1996 : Président ? Vous avez dit président ? (My Fellow Americans) : Genny
- 1997 : Speed 2 : Cap sur le danger (Speed 2: Cruise Control) : Fran Fisher
- 1998 : Ainsi va la vie (Hope Floats) : Bobbi-Claire Patterson
- 1999 : La Main qui tue (Idle Hands) : Mom Tobias
- 1999 : Stuart Little : tante Tina Little
- 2000 : Les Âmes perdues (Lost Souls) : mère
- 2002 : La Machine à explorer le temps (The Time Machine) : enseignante
- 2002 : Monsieur Schmidt (About Schmidt) : Vicki Rusk
- 2003 : L'École de la vie (How to Deal) : Marion Smith
- 2004 : Bobby Jones, naissance d'une légende (Bobby Jones: Stroke of Genius) : Clara Jones
- 2005 : Princesse on Ice (Ice Princess) : Nikki's Mom
- 2005 : Thank You for Smoking : Pearl
- 2006 : Flourish de Kevin Palys : Wendy Covner
- 2007 : Welcome to Paradise : Patsy Nellis
- 2011 : New York, unité spéciale (saison 13, épisode 4) : la mère biologique
- 2014 : Grey's Anatomy : Karen Kepner(mère d'April Kepner) 2 épisodes
- 2019 : Kim Possible : Nana Possible

Elle a également joué au théâtre en 2009-2010 dans Next Fall, de Geoffrey Nauffts.